# Joanna Margaret Paul
Joanna Margaret Paul, née le 14 décembre 1945 à Hamilton et morte le 29 mai 2003, est une artiste, cinéaste et poète néo-zélandaise.

## Biographie
Joanna Margaret Paul est née le 14 décembre 1945 à Hamilton en Nouvelle-Zélande. Elle est la fille de l'éditeur David Blackwood Paul et de l'écrivain Janet Elaine Paul.
Son œuvre a été montrée récemment[Quand ?] à la galerie Hopkinson Mossman à Auckland au côté du travail de Kate Newby.
Elle meurt le 29 mai 2003.

## Œuvres
Six de ses films ont été présentés en 2016 par le Collectif Jeune Cinéma à Paris.